# Vigilantismo

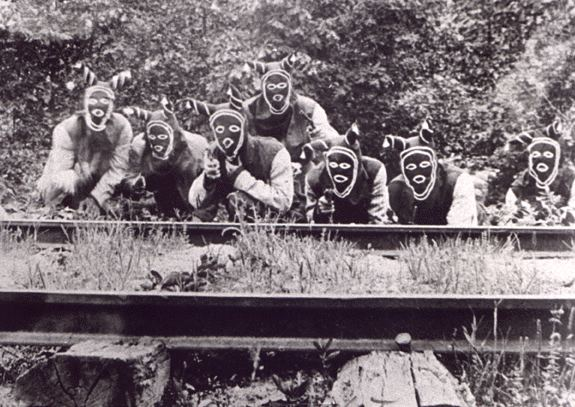
Los "Bald Knobbers", un grupo de justicieros de la década de 1880 de Misuri, tal como se retrata en la película de 1919 The Shepherd of the Hills

Se llama vigilantismo a usurpar la acción de la justicia careciendo de autoridad legal.
Un justiciero o vigilantista es una persona que practica o participa en el vigilantismo.

## Definición
El término proviene del latín vigilante, que significa 'centinela' o 'vigilante', y del latín vigilāns. Según la politóloga Regina Bateson, el vigilantismo es «la prevención, investigación o castigo extralegal de delitos». La definición tiene tres componentes:
1. Extralegal: El vigilantismo se realiza al margen de la ley.
2. Prevención, investigación o castigo: El vigilantismo requiere acciones específicas, no solo actitudes o creencias.
3. Delito: El vigilantismo es una respuesta a la percepción de un delito o a la violación de una norma establecida.

Otros académicos han definido el "vigilantismo colectivo" como "violencia grupal para castigar las supuestas ofensas a una comunidad".
Les Johnston sostiene que el vigilantismo tiene seis componentes necesarios:
- Es planeado o premeditado.
- Es llevado a cabo por voluntarios privados.
- Es un movimiento social.
- Implica o amenaza con el uso de la fuerza.
- Ocurre cuando se percibe que las normas sociales establecidas están amenazadas.
- Su objetivo principal es garantizar la seguridad, especialmente de sus participantes.

## Historia
El vigilantismo y el ethos del vigilantista existían mucho antes de que se introdujera el término «vigilantismo» en el idioma inglés. Existen paralelismos conceptuales entre la costumbre medieval aristocrática de la guerra privada o la vendetta y el moderno vigilantismo.
Elementos asimilables al vigilantismo se encuentran en el relato bíblico del Génesis 34, donde se habla del rapto y violación —según algunas interpretaciones, seducción— de Dina, hija de Jacob, en la ciudad cananea de Siquem por el hijo epónimo del gobernante, y de la violenta reacción de sus hermanos Simeón y Leví, quienes en venganza asesinaron a todos los varones de la ciudad, rescataron a su hermana y saquearon Siquem. Cuando Jacob protestó, alegando que sus acciones podrían causarle problemas a él y a su familia, los hermanos respondieron: "¿Debe él tratar a nuestra hermana como a una prostituta?".
Durante la época medieval, el castigo de los criminales a veces lo ejercían sociedades secretas como los tribunales del Vehm. —los Gamurra sardos medievales que luego se convirtieron en Barracelli, los Vendicatori sicilianos y los Beati Paoli—, un tipo de organización justiciera temprana, que llegó a ser extremadamente poderosa en la Alemania de Westfalia durante el siglo XV.

### Vigilantismo en México
En algunas regiones de México, principalmente en el estado de Michoacán, personas afectadas por grupos criminales como Los Zetas y La Familia Michoacana crearon grupos de autodefensa comunitaria en 2013. Su líder más conocido, Hipólito Mora, fue asesinado en 2023.[cita requerida]

### Otros actos notables de vigilantismo
- A principios del siglo XX, los Finlandeses Blancos, de ideología anticomunista, fundaron el movimiento de ultraderecha Suojeluskunta —Milicias Blancas— como una organización paramilitar en Finlandia. Formó el núcleo del Ejército Blanco durante la Guerra Civil Finlandesa y participó en un fallido golpe de estado llamado Rebelión de Mäntsälä.
- En Estados Unidos se fundaron varias organizaciones de justicieros en la época de la Primera Guerra Mundial, incluidas la Liga Protectora Americana, la Liga de Seguridad Nacional, los Caballeros de la Libertad y los Niños Espías de América, con el objetivo de perseguir a aquellos sospechosos de ser pro-alemanes o insuficientemente leales.[6][7][8] Entre los eventos violentos perpetrados por estos grupos se incluyen la Indignación de Tulsa, el linchamiento de Olli Kinkkonen y varios otros emplumamientos, como los de Wisconsin.[8]
- En la década de 1920 actuó la Sociedad de las Grandes Espadas de China contra los cristianos y extranjeros que saqueaban a los campesinos.[cita requerida]
- Después de la Segunda Guerra Mundial, muchos presuntos colaboradores nazis fueron golpeados o asesinados por sus actividades a manos de justicieros.[cita requerida]
- En 1954, la Policía de Patrulla Fronteriza tailandesa formó el Cuerpo de Defensa Voluntaria de los Scouts de ลูก—เสือชาวบ้าน— para garantizar el orden público y responder ante emergencias o desastres naturales. En 1974, el Comando de Operaciones de Seguridad Interna (ISOC) lo expandió a zonas urbanas para combatir el activismo político de izquierdas. Los Village Scouts estuvieron posteriormente involucrados en la masacre de la Universidad de Thammasat de 1976. Sus grupos de vigilancia de la censura de Internet del siglo XXI se llaman ลูกเสือบนเครือข่ายอินเทอร์เน็ต o 'Cyber Exploradores'.[9]
- Reconocido desde la década de 1980, Sombra Negra de El Salvador es un grupo de policías y militares, en su mayoría retirados, que asesinan criminales y pandilleros. Junto con varias otras organizaciones, Sombra Negra es un remanente de los escuadrones de la muerte de la guerra civil de las décadas de 1970 y 1980.[10]
- El 5 de mayo de 1981, Marianne Bachmeier sacó una pistola del lado derecho de su gabardina y disparó y mató al abusador sexual y asesino de su hija de siete años durante el juicio en el Tribunal de Distrito de Lübeck.
- El 16 de marzo de 1984, Gary Plauché disparó y mató a Jeff Doucet, quien iba a ser procesado por el secuestro con agravantes del hijo de Plauché. El caso recibió amplia publicidad porque algunas personas cuestionaron si Plauché, convencido de que Doucet había abusado sexualmente de su hijo, debería haber sido acusado de asesinato.[11]
- En Filipinas, a mediados de los años ochenta, se formaron los Alsa Masa y los Kuratong Baleleng para luchar contra los insurgentes comunistas.
- Durante la década de 1990, el grupo Ciudad sin Drogas agredió y asesinó públicamente a narcotraficantes y obligó a los adictos a dejar las drogas en la ciudad de Ekaterimburgo, Rusia.
- El 28 de noviembre de 1994, Jeffrey Dahmer, un famoso asesino en serie y caníbal de Milwaukee, fue asesinado a golpes por Christopher Scarver, un compañero de prisión en la Institución Correccional de Columbia en Portage, Wisconsin.
- Formada en 1996, la Gente Contra el Gangsterismo y las Drogas de Ciudad del Cabo, Sudáfrica lucha contra las drogas y las pandillas en su región. Se les ha vinculado con el terrorismo desde que bombardearon algunos objetivos estadounidenses en Ciudad del Cabo.
- Formados en 1998, los Bakassi Boys de Nigeria fueron considerados fundamentales para reducir la alta tasa de criminalidad en la región.
- Los Pepes fue un grupo formado en Colombia durante la década de 1990 que cometió actos de justiciero contra el capo de la droga Pablo Escobar y sus socios dentro del Cártel de Medellín.
- Tras los ataques del 11 de septiembre de 2001, Jonathan Idema, un autoproclamado justiciero, entró en Afganistán y capturó a muchas personas que, según él, eran terroristas. Idema afirmó colaborar con el Gobierno de Estados Unidos y contar con su apoyo. Vendió a medios de comunicación cintas que, según él, mostraban un campo de entrenamiento de Al Qaeda en acción. Sus operaciones terminaron abruptamente cuando fue arrestado junto con sus socios en 2004 y condenado a 10 años de prisión en una conocida prisión afgana, antes de ser indultado en 2007.
- Formado en 2002, el Frente Revolucionario es una organización antifascista sueca.[12]
- El 13 de agosto de 2004, Akku Yadav fue linchado por una turba de alrededor de 200 mujeres de Kasturba Nagar, India, quienes habían sido violadas por él.[13]
- Salwa Judum, el grupo anti-naxalita formado en 2005 en la India, es sospechoso de estar ayudando a las fuerzas de seguridad en su lucha contra los naxalitas.
- En Hampshire, Inglaterra, durante 2006, un justiciero pinchó los neumáticos de más de veinte automóviles, dejando una nota hecha con recortes de papel de periódico que decía: "Advertencia: usted ha sido visto mientras usaba su teléfono móvil".[14] Conducir usando un teléfono móvil es un delito penal en el Reino Unido, pero los críticos creen que la ley se respeta o se aplica poco.[15][16][17]
- La Gulabi Gang, formada en 2006 en Uttar Pradesh, es un grupo de mujeres justicieras dedicado a proteger a las mujeres de todas las castas del abuso doméstico, la violencia sexual y la opresión.[18]
- El 15 de abril de 2011, un grupo de mujeres de Cherán, armadas con piedras y fuegos artificiales, atacó un autobús que transportaba a leñadores armados con ametralladoras en Michoacán, asociados con el cártel mexicano de la droga La Familia Michoacana. Tomaron el control del pueblo, expulsaron a la policía y bloquearon los caminos que conducían a bosques de roble en una montaña cercana. La actividad de las autodefensas se extendió a la cercana comunidad de Opopeo. Establecieron Grupos de Autodefensa Comunitaria. El gobierno de México ha reconocido a Cherán como una comunidad indígena autónoma, pero los delincuentes continúan asesinando a los residentes del bosque.[19]